# Gramma dejongi
Gramma dejongi is een straalvinnige vissensoort uit de familie van feeënbaarzen (Grammatidae), Dit visje is in 2009 ontdekt door Arie de Jong.

Veel is eind 2011 nog niet bekend over dit visje. Het komt voor bij riffen in de Caraïbische Zee langs de zuidkust van Cuba en is nauw verwant aan Gramma loreto (Royal Gramma). Vergeleken daarmee heeft dejongi een uniforme gele kleur op kop en lichaam en ontbreekt de gekleurde streep door het oog. De soort leeft op koraalriffen en bevolkt hetzelfde gebied als Gramma loreto en Gramma melacara. Terwijl Gramma loreto zowel in diepe als ondiepe riffen voorkomt, heeft Gramma dejongi zijn habitat op diepten vanaf 20 tot 30 meter.

## Genetica
Genetische gegevens lijken erop te wijzen dat de soort pas recent afgesplitst is van Gramma loreto, wat het dier buitengewoon interessant studiemateriaal zou maken. Zo geven analyses van het mitochondriaal DNA geen verschillen te zien tussen beide soorten. De aanwezigheid van deze (vermoedelijk) endemische soort te midden van verspreid voorkomende verwante soorten, roept vragen op over sympatrische soortvorming bij rifvissen.